# Tipula kreissli
Tipula kreissli är en tvåvingeart som beskrevs av Günther Theischinger 1987. Tipula kreissli ingår i släktet Tipula och familjen storharkrankar. Inga underarter finns listade i Catalogue of Life.